# Vítor Guilherme Resse

Armas do barão de São Vítor.

Vítor Guilherme Resse, primeiro e único barão de São Vítor (Porto, 1816 – Rio de Janeiro, 1887), foi um negociante luso-brasileiro.
Filho do coronel de engenheiros João Guilherme Resse,  fidalgo alemão, neto paterno de forma ilegítima de Guilherme IX de Hesse, e de Ana Carneiro. Emigrou para o Brasil ainda criança, onde se casou com Henriqueta Maria Brest, franco-brasileira nascida no Rio de Janeiro, com a qual deixou geração. Sua neta, Matilde Simonard, casou-se com José Lustosa da Cunha Paranaguá, Conde de Paranaguá, filho do 2.º Marquês de Paranaguá.